# Miguel Ortega
Miguel José Ortega (Itajubá, 5 luglio 1917 – ...) è stato un calciatore paraguaiano, di ruolo difensore o centrocampista.
È noto anche con il soprannome di Migueli.

## Carriera

### Club
Giocò in Sudamerica tra le file dei paraguayani del River Plate Asunción, degli argentini della Gimnasia La Plata, dei brasiliani dell'Ypiranga e dei venezuelani del Dos Caminos Sport Club.
Si trasferì nel 1946 in Italia, al Genoa. Con i rossoblu esordì il 27 ottobre 1946, nella sconfitta esterna per 1-0 contro il Vicenza.
Segnò la sua unica rete con i genovesi contro la Pro Patria il 30 novembre 1947.

### Nazionale
Con la Nazionale paraguaiana giocò in 12 occasioni.